# NAT-Datenbank
Die NAT-Datenbank (engl.: Non Animal Technologies Database) ist eine frei zugängliche, kostenlose Sammlung wissenschaftlicher Studien und Veröffentlichungen, die ausschließlich tierversuchsfreie Forschungsmethoden verwendet haben. Studien mit Tierversuchen oder Tierverbrauch sind ausgeschlossen. Die Datenbank verweist auf bereits publizierte wissenschaftliche Methoden und beinhaltet keine bislang unveröffentlichten Forschungsergebnisse.  
Das Projekt des Vereins Ärzte gegen Tierversuche e.V. ist seit Juli 2020 online und wird kontinuierlich erweitert. Zudem wurde die NAT-Datenbank wurde in das DBIS (Datenbank-Infosystem) aufgenommen und ist somit in über 340 Universitätsbibliotheken für Studenten und Mitarbeiter verfügbar.

## Inhalte
Die NAT-Datenbank (Non-Animal Technologies Database) ist eine frei zugängliche, kostenlose Datenbank, die wissenschaftliche Studien zu tierversuchsfreien Forschungsmethoden sammelt und bereitstellt. Sie wurde am 29. Juli 2020 vom Verein Ärzte gegen Tierversuche e.V. ins Leben gerufen und startete mit 250 Einträgen. Bis Mai 2024 wuchs die Anzahl auf fast 1.700 Einträge an.
Die Einträge in der Datenbank bieten kurze Zusammenfassungen der jeweiligen Technologien sowie Informationen zu Kontaktpersonen, zugehörigen Institutionen und Referenzen wie wissenschaftlichen Publikationen oder Pressemitteilungen von Universitäten und Forschungseinrichtungen. Auch kommerziell verfügbare Technologien und Forschungsmodelle, wie mikrophysiologische Systeme oder fortgeschrittene humane Zellkulturmodelle, sind enthalten.
Die NAT-Datenbank ist zweisprachig (Deutsch und Englisch) und ermöglicht es Nutzern, nach spezifischen Forschungsthemen, Modellen, Ländern oder Veröffentlichungsdaten zu filtern. Sie wurde in das Datenbank-Infosystem (DBIS) aufgenommen und ist somit in über 340 Universitätsbibliotheken für Studierende und Mitarbeitende verfügbar.

## Zweck
Ziel der NAT-Datenbank ist es, Wissenschaftler, Entscheidungsträger und der interessierten Öffentlichkeit einen umfassenden Überblick über moderne, tierfreie Forschungsmethoden zu bieten. Dies soll dazu beitragen, Tierversuche zu vermeiden und die Entwicklung sowie Anwendung humanbasierter Forschungsansätze zu fördern. Die Datenbank enthält eine Vielzahl von Methoden, darunter fortschrittliche In-vitro-Techniken mit menschlichen Zellen und komplexe In-silico-Modelle (Computermodelle).

## Auszeichnungen
Die NAT-Datenbank wurde bisher mit 2 Preisen ausgezeichnet: dem internationalen Lush Prize 2022 sowie mit dem Niedersächsischen Tierschutzpreis 2022.